# Mestre Tilico
José Palermo Junior, conhecido como Mestre Tilico [1], (Campinas, 5 de maio de 1963) é um ex-atleta brasileiro de taekwondo. 
Como treinador, Mestre Tilico é o maior campeão da história do taekwondo nacional, acumulando mais de 300 títulos em todas as categorias em vinte anos de carreira dirigindo atletas como Diogo Silva, Leonardo Gomes (Macarrão), Natália Falavigna, Márcio Wenceslau, Marcel Wenceslau, Diogo Veiga, Lúcio Aurélio, Márcio Eugênio, Valdir Valério, Fernando Tavares, Nicholas Pigozzi, Washington Marcelino, Anderson Arruda (Neneco), Talita Fernandes Djalma, Joede Lee e Igor de Moraes, entre muitos outros. [2]
Entre 1995 e 2005, foi o técnico da seleção paulista e selação brasileira de taekwondo, tendo sido eleito o melhor técnico nos anos de 2004 e 2005. Em 2004, Mestre Tilico foi o técnico e chefe da seleção olímpica brasileira de taekwondo, nas Olimpíadas de Atenas [3].
Mestre Tilico é reconhecido no Brasil como um dos maiores reveladores de talentos do taekwondo [4], tendo sido o responsável direto pelo preparo e descobrimento dos principais atletas nacionais, como Diogo Silva e Natália Falavigna, respectivamente, campeão panamericano em 2007 e primeira brasileira campeã mundial em 2005 [5][6].
Em 2007, nos Jogos Panamericanos do Rio de Janeiro, e em 2008, nas Olimpíadas de Pequim, foi comentarista do canal ESPN na modalidade taekwondo.[7]
Mestre Tilico é presidente da Associação Won Hyo Taekwondo Club e é coordenador da equipe de taekwondo da Associação Atlética Ponte Preta, em Campinas/SP. [8]

## HISTÓRIA DE SUPERAÇÃO
Vítima de um acidente de automóvel em 21 de dezembro de 1987, na cidade de Campinas/SP, ainda como lutador, com 24 anos de idade, José Palermo Junior perdeu 100% da visão de seu olho esquerdo, o que não o afastou das competições, usando essa deficiência como motivo para o aprimoramento de sua técnica, ensejando sua preparação para se tornar o técnico mais vitorioso do Brasil.